# Starzyna (Polska)
Starzyna – wieś w Polsce, położona w województwie podlaskim, w powiecie hajnowskim, w gminie Dubicze Cerkiewne.
| SIMC    | Nazwa   | Rodzaj    |
| ------- | ------- | --------- |
| 0028056 | Bobinka | część wsi |

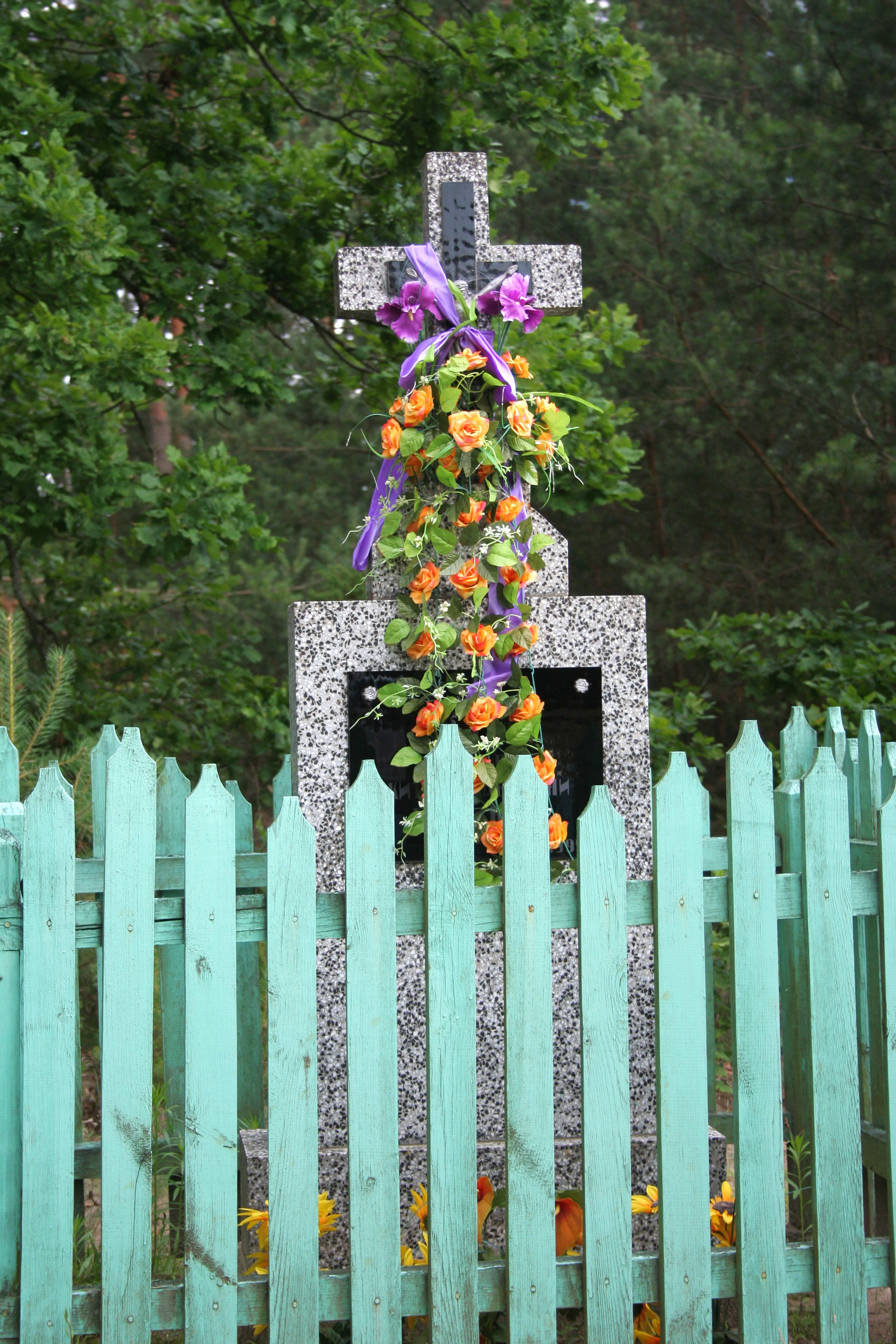
Prawosławny krzyż wotywny

Wieś królewska ekonomii brzeskiej położona była w końcu XVIII wieku w powiecie brzeskolitewskim województwa brzeskolitewskiego. W latach 1975–1998 miejscowość administracyjnie należała do województwa białostockiego.
Prawosławni mieszkańcy wsi należą do parafii Podwyższenia Krzyża Pańskiego w Werstoku, a wierni kościoła rzymskokatolickiego do parafii św. Zygmunta w Kleszczelach.
W Starzynie stacjonowała strażnica WOP.
W lesie zachowały się ślady cmentarza dworskiego.

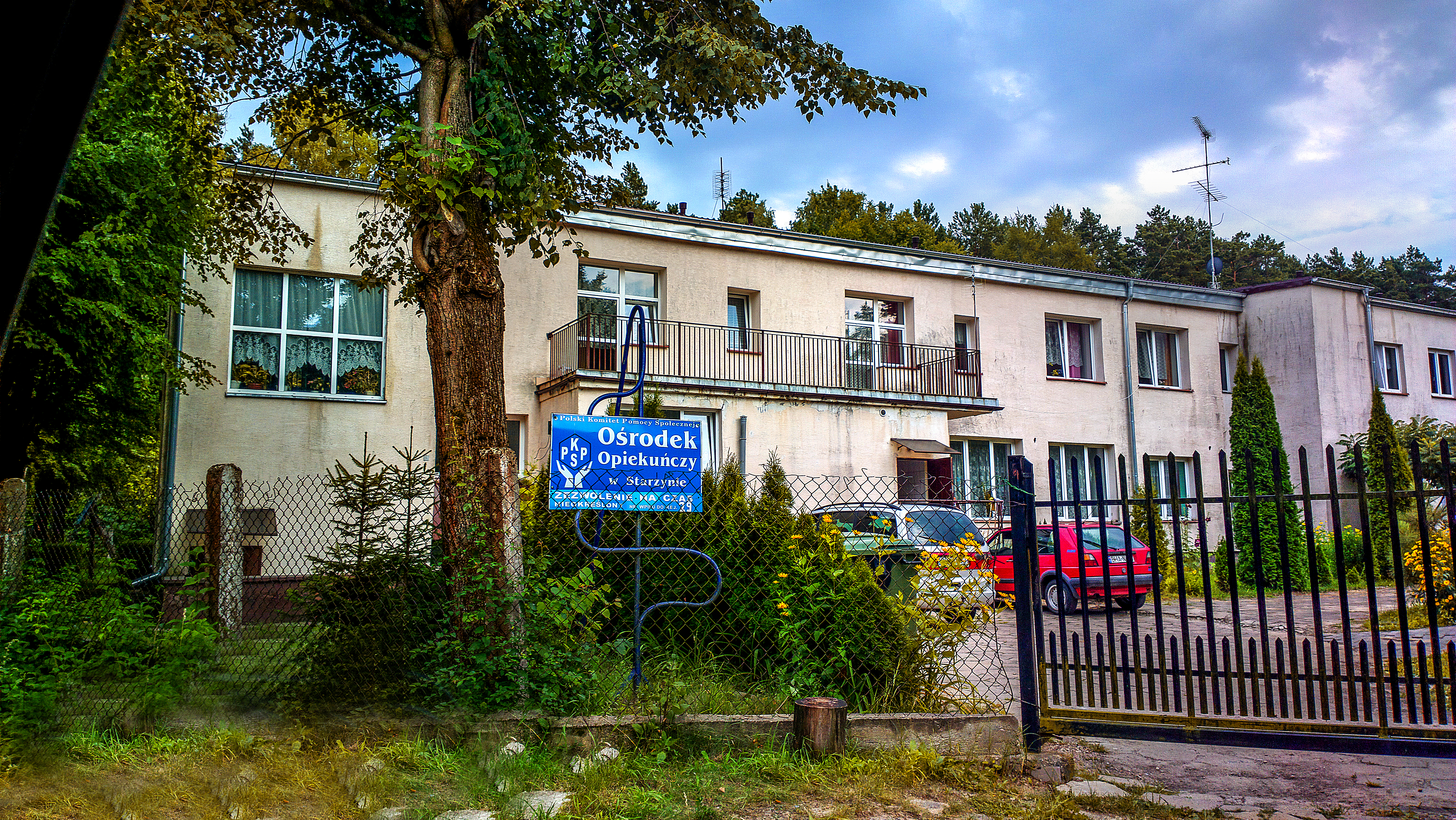
Ośrodek Opiekuńczy Polskiego Komitetu Pomocy Społecznej w Starzynie

Wieś w 2011 roku zamieszkiwało 55 osób.